# König-osztály
A König-osztály a Császári Haditengerészet (Kaiserliche Marine) egyik csatahajóosztálya volt, melynek négy egysége az első világháború elején állt szolgálatba. Tagjai a König, a Großer Kurfürst, a Markgraf és a Kronprinz voltak. A „Königek” az őket megelőző Kaiser-osztály továbbfejlesztett változatai voltak, hozzájuk képest a legjelentősebb különbség a lövegtornyok elrendezésének módosítása volt.
Többnyire együtt tevékenykedve a haditengerészet fő erőit tömörítő Nyílt-tengeri Flotta (Hochseeflotte) III. csatahajórajához (Geschwader III) tartozó V. divíziót alkották. A háború számos hadműveletében részt vettek, így ott voltak a skagerraki csatában is, ahol a német csatavonal élét képezték. Mindegyik hajó túlélte a világháborút és 1918 novemberében Scapa Flow-ban internálták őket, ahol 1919. június 21-én Ludwig von Reuter ellentengernagy utasítására legénységük elsüllyesztette őket a Hochseeflotte többi itt lévő egységével együtt, hogy a britek ne szerezhessék meg őket.

## Tervezés
A König-osztály megépítését a német flottaépítési törvény 1908-as második kiegészítése tette lehetővé, melyet a brit Dreadnought jelentette technikai kihívásra adott válaszként fogadtattak el. Az új típusú brit csatahajók (dreadnoughtok) jelentősen nagyobbak és ennek megfelelően jóval több pénzt emésztett fel megépítésük, mint a korábbi csatahajóké (pre-dreadnoughtoké avagy sorhajóké). A költségnövekedés miatt az 1906-ban rendelkezésre bocsátott és 1911-ig felhasználandó keret már nem bizonyult elegendőnek az új viszonyok között.

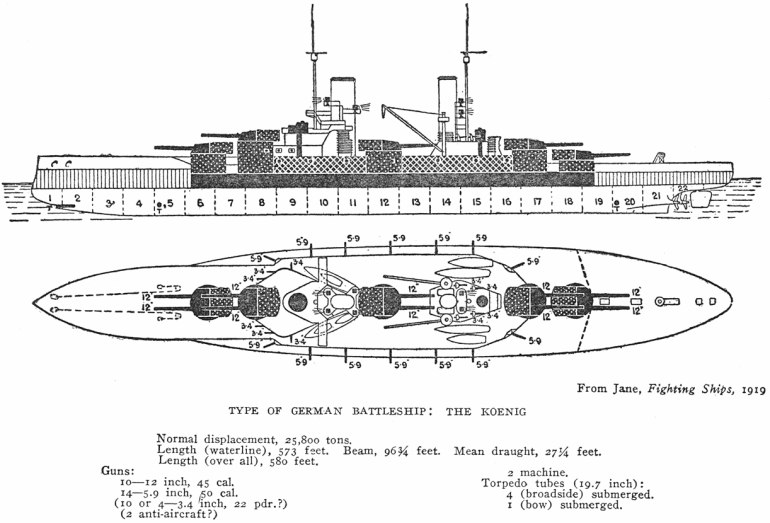
A König-osztály vázlaton a Jane's Fighting Ships 1919-es kiadásában

A kiegészítésben biztosított további anyagi keret mellett a nagy hadihajók szolgálati idejét is 25-ről 20 évre csökkentették, amivel azt akarták elérni, hogy a birodalmi gyűlés nagyobb összegeket biztosítson az újabb hajók építéséhez is. A Reichstagra való nyomásgyakorlásként Tirpitz kilátásba helyezte az államtitkári posztról való lemondását arra az esetre, ha ejtenék a módosítást. Ennek hatására 1908 márciusában nagy többséggel elfogadták a törvény kiegészítését.
A szolgálati idő lerövidítése révén korábban le kellett cserélni a Siegfried- és az Oldenburg-osztályok partvédő páncélosait valamint a Brandenburg-osztályú sorhajókat. Az 1906-os kiegészítésben új csatahajók építésére hiába kért forrásokat most sikerült megszereznie Tirpitznek. Ezen felül a törvény a haditengerészet költségvetését további egy milliárd márkával toldotta meg. Miután a négy Sachsen-osztályú páncélost a Nassau-osztály egységeivel és a hat Siegfried-osztályú egységet a Helgoland- és a Kaiser-osztállyal váltották le, a Brandenburgok cseréje került sorra. A Königet és három testvérhajóját S, Ersatz Kurfürst Friedrich Wilhelm, Ersatz Weißenburg, és Ersatz Brandenburg neveken rendelték meg.

## Fő jellemzők
A König-osztályú csatahajók teljes hosszúsága 175,4 m, a vízvonal menti hosszúsága 174,7 m, legnagyobb szélessége 29,5 m, legnagyobb merülése 9,19 m volt elöl és 9,0 m hátul. Vízkiszorításuk üresen 25 796 t, teljes terhelés mellett 28 600 t volt. A hajótestet hosszanti és keresztirányú válaszfalakkal látták el és a külső részére szegecseléssel rögzítették fel a külső héjt. A hajók 18 vízzáró rekesszel rendelkeztek és mindegyiküket kettős fenékkel látták el, mely a hajó hosszának 88%-ára terjedt ki.
A hajókat „nagyon jó tengerjáró hajóknak” tartották. Hullámverésben haladva kisebb sebességcsökkenés jelentkezett náluk és éles kanyarodó manőverben a sebességük akár 66%-át is elveszíthették, miközben 8 fokban megdőltek. A csatahajók átlós metacentrikus magassága 2.59 m volt. A Großer Kurfürst, a Markgraf és a Kronprinz fedélzetén 41 tiszt és 1095 főnyi legénység teljesített szolgálatot. A III. csatahajóraj zászlóshajójaként szolgáló Königen ezen felül volt még további 14 tiszt és 68 főnyi legénység. Fedélzetükön volt még számos kisebb csónak is, köztük egy motoros őrcsónakot, három motorosbárkát, két bárkát, két jollét és két dingit.

### Meghajtás
Eredetileg a két külső hajócsavart egy-egy turbina segítségével forgatták volna meg, míg a középső hajócsavar egy 12.000 lóerős, 6-hengeres MAN, két ütemű dízelmotort kapott volna, amely percenkénti 150 fordulatra lett volna képes. Ennek a fejlesztése azonban elhúzódott és emiatt később úgy döntöttek, hogy csak a Großer Kurfürstöt és a Markgrafot szerelik fel ilyen meghajtással, ám végül egyikbe sem kerültek dízelmotorok. A König és a Kronprinz három turbináját a Parsons, a Großer Kurfürstéit az AEG, a Markgraféit a Bergmann gyártotta le. A turbinák egy-egy 3.8 m átmérőjű hajócsavart forgattak meg. A turbinákat gőzzel 12 széntüzelésű Schultz-Thornycroft kazán látta el, melyek 16 atmoszféra nyomásig dolgozhattak.
A hajtóművek teljesítményét 31 000 lóerőre becsülték, de a menetpróbákon 41 400 és 46 200 lóerő között teljesítettek. A tervezett és névlegesen megadott 21 csomós csúcssebességet így jelentősen felül tudták múlni és elérhették a 23 csomót is, amivel kellemetlen meglepetést okoztak a briteknek Skagerraknál. A hajók tervezett hatótávolsága 8000 tengeri mérföld (15 400 km volt 12 csomós sebesség mellett, mely érték 18 csomóval haladva már csak 4000 tmf volt. 3000 t szenet és 600 tonna olajt tudott magával vinni. Az olajtüzelés nyilvánvaló előnyei ellenére azért döntöttek a széntüzelés mellett, mert félő volt, hogy egy esetleges háború esetén megszűnhet az olajimport, szén viszont – ha nem is a legjobb minőségű – bőséges mennyiségben volt a Birodalom területén is. A kormányzását két kormánylapáttal oldották meg. Elektromos árammal négy turbógenerátor és két dízelgenerátor látta el, melyek 2040 kW (225&nbspV) áramot voltak képesek előállítani.

### Fegyverzet

A fő fegyverzet lövegtornyainak elrendezése az előző Kaiser-osztálynál…

… és az újabb König-osztálynál

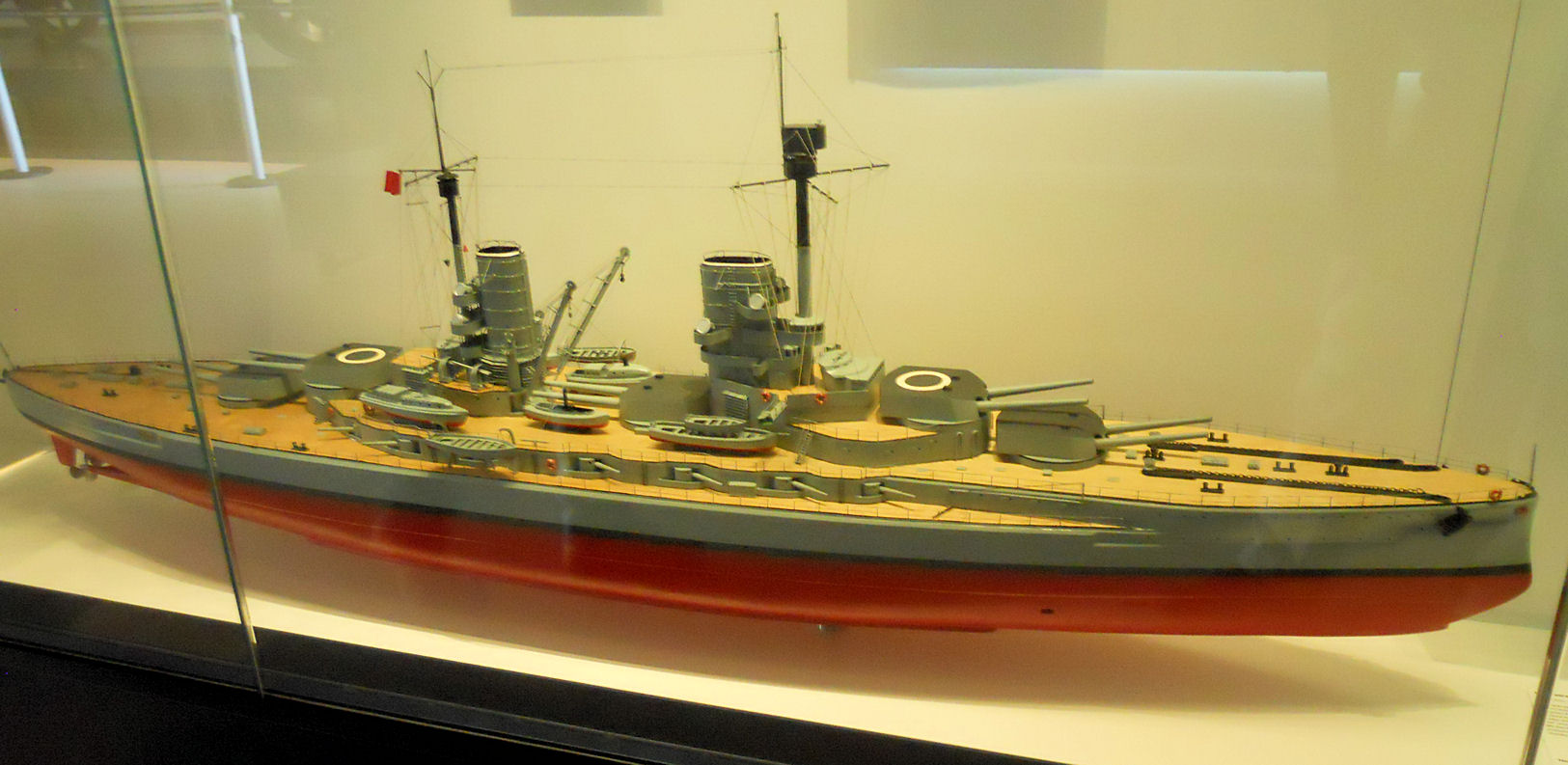
A Markgraf nagy méretarányú modellje

A Königek fő fegyverzetét 10 darab 30,5 cm átmérőjű, 50 kaliberhosszúságú gyorstüzelő ágyú képezte, melyeket kettesével helyeztek el öt, a középvonal mentén lévő lövegtoronyban. Ezt az elrendezést a turbinameghajtásra való átállás tette lehetővé, mivel ennek berendezései kisebb helyet foglaltak az első csatahajóosztályoknál (Nassau- és Helgoland-osztály) alkalmazott expanziós gőzgépeknél, megoldhatóvá téve így a lövegtornyok középvonal menti elhelyezését. A Kaiser-osztály – bár már szintén turbinameghajtást kapott – öt lövegtornya közül a három középvonal mentén elhelyezett toronyból egy volt elöl és kettő hátul, egy-egy „szárnytorony” pedig átlósan volt elhelyezve a hajó közepén. A Königeknél már elhagyták a szárnytornyokat és mind az öt lövegtorony a középvonal mentén került elhelyezésre – elöl és hátul kettő-kettő lépcsőzetesen elhelyezve, egy pedig a hajó közepén a két kémény között. Ez a kialakítás nagyobb szögben tette lehetővé az összes torony használatát sortüzek leadásakor, ugyanakkor csökkentette a tűzerőt előre, mivel a Kaiser-osztálynál az elől lévő lövegtorony mellett a két oldalsó torony is tudott tüzelni ebbe az irányba. A két elülső tornyot viszont nagyobb szögben lehetett bevetni.
Ekkorra a többi nagy haditengerészet már nagyobb űrméretű lövegeket rendszeresített az újonnan épült csatahajóin, de a német hajókra erősebb tüzérséget a szűkös anyagi keretek miatt nem telepíthettek, illetve a Krupp is hozzálátott már a 30,5 cm-es ágyúk legyártásának. Mindegyik torony alatt volt egy lőszerkezelő helyiség, melyhez hozzá volt kapcsolva egy vele együtt forgó és a lőszerraktárakig leérő lőszerfelvonó. A lövegtornyokat elektromos áram segítségével forgatták, a lövegeket viszont hidraulikusan emelték és süllyesztették. A tűzveszély csökkentése érdekében a tornyokban minden acélból készült. Lőszerkészletükhöz a 30,5 cm-es lövedékekből 900 darab tartozott, így minden lövegre 90 jutott. Ezen ágyúk tűzgyorsasága 2-3 lövés volt percenként és 200 lövés leadása után szorultak cserére. A páncéltörő lövedékek súlya 405,5 kg, a repeszgránátoké 405,9 kg volt. Mindkét típusú lövedék kivető töltete két részből tevődött össze: az ágyúcsőben a lövedék mögött helyezték el a selyemzsákba csomagolt 34,5 kg-os RP C/12 előtöltet, majd betöltötték a rézhüvelyes 91 kg-os RP C/12 főtöltetet. A lövedékek torkolati sebessége ezek révén 855 m/s volt. A lövegtornyok kialakítása 13.5 fokos emelkedést tett lehetővé a lövegek számára, amivel 16.200 méteres maximális lőtávolságot érhettek el. Módosítások révén az emelhetőséget 16 fokra növelték és ezzel a lőtávolság is 20.400 m-re nőtt.
A másodlagos tüzérség 14 db 15 cm űrméretű, 45 kaliberhosszúságú gyorstüzelő ágyúból állt, melyeket MPL C/06 típusjelzésű, a hajók felső fedélzetének oldalában lévő kazamatákban helyezték el. Ezen ágyúk feladata a rombolók távoltartása volt és 2240 lövedék tartozott a lőszerkészletükhöz. A lőtávolságuk a hajók elkészültekor 13.500 méter volt, de az 1915-ben eszközölt módosítások révén 16.800 méterre nőtt. Tűzgyorsaságuk 5-7 lövés/perc volt. A lövedékek súlya 45.3 kg volt és egy 13.7 kg-os RPC/12 rézhüvelyes kivető töltettel segítségével lőtték ki őket 835 m/s torkolati sebességgel. A lövegcsövek 1400 lövés leadása után szorultak cserére.
A csatahajók rendelkeztek 6 darab 8,8 cm űrméretű, 45 kaliberhosszúságú gyorstüzelő ágyúval, melyeket szintén kazamatákban helyeztek el. Ezeket az ágyúkat az elülső parancsnoki torony alatt a felépítmény alsó részének két oldalán helyezték el és mind előre néztek. Lőszerkészletük 3200 lövedék, tűzgyorsaságuk 15 lövés/perc volt. A nagy robbanóerejű repeszgránátok 10 kg-osak voltak és 3 kg-os RPC/12 kivetőtöltetekkel lőtték ki őket. A lövegcsövek várható élettartama 7000 lövés volt. Ezeket az ágyúkat később eltávolították és hasonló paraméterű (8,8 cm L/45) légvédelmi ágyúkat kapott, melyeket a hátulsó parancsnoki torony két oldalán helyeztek el.
A dreadnought-korszak többi kapitális hajójához hasonlóan az osztály egységeit is ellátták víz alatti torpedóvető csövekkel. Az öt cső közül az egyiket előre nézve az orrukba, kettőt-kettőt az oldalukba építettek a tat- illetve orr-résznél és összesen 16 G7-típusú torpedót szállítottak magukkal. Az 50 cm átmérőjű torpedók hosszúsága 7,02 m volt és 195 kg-os robbanófejjel rendelkeztek. 37 csomós sebességgel 4,000 m volt a volt a hatótávolságuk, amit ha 27 csomóra mérsékeltek, akkor elérte a 9,300 métert is.

### Páncélzat
A Königek páncélzatát a német hadihajóknál ebben az időszakban alkalmazott Krupp-féle cementált acéllemezek alkották. A fő tüzérség lövegtornyainak és barbettáinak Kaiser-osztályénál kedvezőbb elhelyezése révén a páncélozott felületek nagyságát csökkenteni lehetett, a megspórolt súlyból pedig növelni lehetett a páncélvastagságot. A páncélöv középső, legfontosabb részeket (hajtóművek, lőszerraktárak) oltalmazó részén ezek vastagsága 350 mm volt és ezt a későbbi német csatahajóknál sem növelték tovább. E citadellának nevezett erősen védett résztől távolodva elöl 180 mm-re, hátul 120 mm-re csökkent a páncéllemezek vastagsága. A hajó orrát és tatját egyáltalán nem borította páncélzat. Egy pár 40 mm vastag torpedóválaszfal futott végig a hajó két oldalán a hajótest külső héjától több méternyi távolságra, mely rendkívül hatékony torpedók elleni védelmet biztosított. A páncélfedélzet vastagsága a legtöbb helyen 60 mm-es vastagságú volt, de a fontosabb helyeken ezt 100 mm-re növelték. A hosszanti torpedóválaszfalakhoz és a fedélzet vízszintes páncéllemezeihez újfajta nikkel-acélt alkalmaztak.
Az elülső (fő) parancsnoki tornyot oldalt 300 mm, oldalt 150 mm-es páncéllemezekkel borították. A hátulsó parancsnoki torony páncélzata jóval gyengébb volt: oldalt 200 mm, felül 50 mm vastag páncéllemezek védték. A lövegtornyok oldalán a páncélzat 300 mm, tetején 110 mm vastag volt. A 15 cm-es ágyúk kazamatái 170 mm vastag páncéllemezekkel rendelkeztek, a lövegpajzsok maguk 80 mm-es vastagságúak voltak, ami a kisebb űrméretű lövedékek és a gránátszilánkok ellen nyújthatott védelmet.

## Építés
A névadó egységet Wilhelmshavenben a Kaiserliche Werftnél építették 33-as építési számmal. 1911-ben fektették le a gerincét, 1913. március 1-én bocsátották vízre és 1914. augusztus 9-én adták át. 
Másodikként a Großer Kurfürst épült meg Hamburgban a Vulcan AG-nál 4-es építési számmal és szintén 1911-ben került sor a gerincfektetésére.1913. május 5-én bocsátották vízre és a felszerelését követően 1914. július 30-án adták át a haditengerészetnek.
A Markgraf gerincét a brémai AG Wesernél fektették le 186-os építési számmal ugyancsak 1911-ben, 1913. június 4-én bocsátották vízre és 1914. október 1-én adták át.
Utolsóként a Kronprinz építésének láttak hozzá Kielben a Germaniawerftnél már 1912-ben. Vízrebocsátására 1914. február 21-én került sor és nem egészen kilenc hónap múlva, még ez év november 8-án átadták.
Az osztály egységei
| Egység          | Építő                            | Névadó                                        | Gerincfektetés | Vízrebocsátás     | Szolgálatba állítás | Sorsa                                                        |
| --------------- | -------------------------------- | --------------------------------------------- | -------------- | ----------------- | ------------------- | ------------------------------------------------------------ |
| König           | Kaiserliche Werft, Wilhelmshaven | II. Vilmos württembergi király                | 1911. október  | 1913. március 1.  | 1914. augusztus 10. | legénysége Scapa Flow-ban elsüllyesztette (1919. június 21.) |
| Großer Kurfürst | Germaniawerft, Kiel              | Frigyes Vilmos brandenburgi választófejedelem | 1911. október  | 1913. május 5.    | 1914. július 30.    | legénysége Scapa Flow-ban elsüllyesztette (1919. június 21.) |
| Markgraf        | AG Weser, Bréma                  | Badeni Őrgrófság                              | 1911. november | 1913. június 4.   | 1914. október 1.    | legénysége Scapa Flow-ban elsüllyesztette (1919. június 21.) |
| Kronprinz       | Germaniawerft, Kiel              | Vilmos porosz királyi herceg                  | 1912. május    | 1914. február 21. | 1914. november 8.   | legénysége Scapa Flow-ban elsüllyesztette (1919. június 21.) |

## Szolgálat

### Scarborough-i rajtaütés
Az első nagyobb hadművelet, melyben az osztály hajói részt vettek a Scarborough, Hartlepool és Whitby angol települések katonai célpontjai elleni rajtaütés volt 1914. december 15-16-án. A támadást az I. felderítőcsoport (Aufklärungsgruppe I) csatacirkálói hajtották végre, a Hochseeflotte csatahajórajai, köztük a Königek nagy távolságból biztosították őket. Friedrich von Ingenohl, a Hochseeflotte parancsnoka úgy döntött, hogy az Északi-tengeren nagyjából félúton a hazai bázisok és az angol partok között, azoktól 130 mérföldre foglal állást.
A brit hadvezetés előzőleg értesült a küszöbön álló támadásról, de nem tudták, hogy annak pontosan mi a célpontja, ezért utasították David Beatty altengernagyot, hogy az 1. csatacirkálórajjal és a támogatásként mellé adott 2. csatahajóraj hat egységével valamint néhány cirkálóval és rombolóval fogja el a német csatacirkálókat. Beatty anélkül, hogy sejtette volna, egyenesen a Hochseeflotte főerőinek irányába hajózott ki. 06:20-kor (KEI)) a kötelékéhez tartozó mindössze hét romboló a német V 155 rombolóval futott össze, melyet üldözőbe vettek. A menekülése közben a német több brit rombolót is megrongált, míg maga sértetlen maradt. Ebből a találkozásból egy két óra hosszat tartó, zavaros tűzharc alakult ki a brit és a német könnyű egységek között, melyet olykor egészen kis távolságokból vívtak. Az első összecsapás idején a König-osztály egységei nem egészen 10 mérföldre voltak csak a hat brit dreadnoughttól, de a sötétségben egyik fél sem észlelte a másikat és ezért nem alakult ki harc közöttük. Ingenohl tengernagy úgy vélte, hogy a Grand Fleet felderítésre előreküldött rombolóival futott össze és ezért a császár előzetes utasításaira hivatkozva, miszerint nem kockáztathatja a csatahajókat, 10 perccel az ellenség észlelése után bal oldali fordulót rendelt el és délkeleti irányra állt. A folyamatos támadások okozta késlekedések miatt csak 06:42-re sikerült az adott irányba állniuk. 40 percen át a két flotta egymással párhuzamosan haladt. 07:20-kor Ingenohl tovább fordult balra és ezzel ráállt a hazavezető irányra.

### Yarmouth és Lowestoft elleni rajtaütés
A König-osztály hajói részt vettek egy másik angol partok ellen intézett támadásban is, ezúttal is a csatacirkálók tevékenységét fedezve. Hipper egységei 1916. április 24-én 10:55-kor hagyták el a Jade torkolatát és a Hochseeflotte többi része 13:40-kor követte őket. A Seydlitz útközben aknára futott és emiatt vissza kellett térnie Wilhelmshavenbe. A többi csatacirkáló Lowestoft katonai jelentőségű célpontjait különösebb események nélkül bombázta, de Yarmouth megközelítésekor a Harwich felől érkező cirkálókba ütköztek. Rövid tűzharc után a britek visszavonultak, a németek pedig ellenséges tengeralattjárók térségben való észlelése miatt nem vették őket üldözőbe. Reinhard Scheer, akit értesítettek a Grand Fleet Scapa Flow-i bázisáról való kifutásáról, szintén visszavonulót rendelt el.

### Skagerraki csata
Az osztály mind a négy egysége részt vett az 1916. május 31-ei északi irányú előretörésben, mely a skagerraki csatához vezetett. A korábbi tervekhez hasonlóan most is a brit flotta egy kisebb részét igyekeztek csatára bírni és megsemmisíteni mielőtt beérkeznének a főerőik. A König, Großer Kurfürst, a Markgraf, és a Kronprinz alkották a III. csatahajórajhoz tartozó V. divíziót és mint a legmodernebb egységek a csatavonal élén haladtak, mögöttük a rajhoz tartozó másik alegység, a VI. divízió haladt, melyhez a Kaiser-osztály csatahajói tartoztak. Őket követte a Helgoland- és a Nassau-osztályt tömörítő II. csatahajóraj, majd a csatavonalt a jórészt a Deutschland-osztály elavultnak számító egységeit felsorakoztató I. csatahajóraj zárta.
Röviddel 16:00 előtt az I. felderítőcsoport csatacirkálói összetalálkoztak Beatty kétszeres túlerőben lévő erőivel és délnek fordulva tűzpárbajt vívtak egymással. Az összecsapásban két brit csatacirkáló, előbb az Indefatigable, majd a Queen Mary robbant fel az elszenvedett találatok következtében és csaknem teljes legénységük odaveszett. Kis híján hasonló sorsra jutott a Lion, Beatty zászlóshajója is. Az üldözés ennek ellenére tovább tartott és így Hipper a délről északnak tartó Scheer erői elé tudta vonni az ellenséget. 17:30-kor az élen haladó König észlelte a közeledő csatacirkálókat. 17:45-kor Scheer egy két pontos (22,5 fokos) balra való irányváltást rendelt el, aminek révén közelebb került az ellenséghez, majd egy perccel később, 17:46-kor kiadta a tűzparancsot.

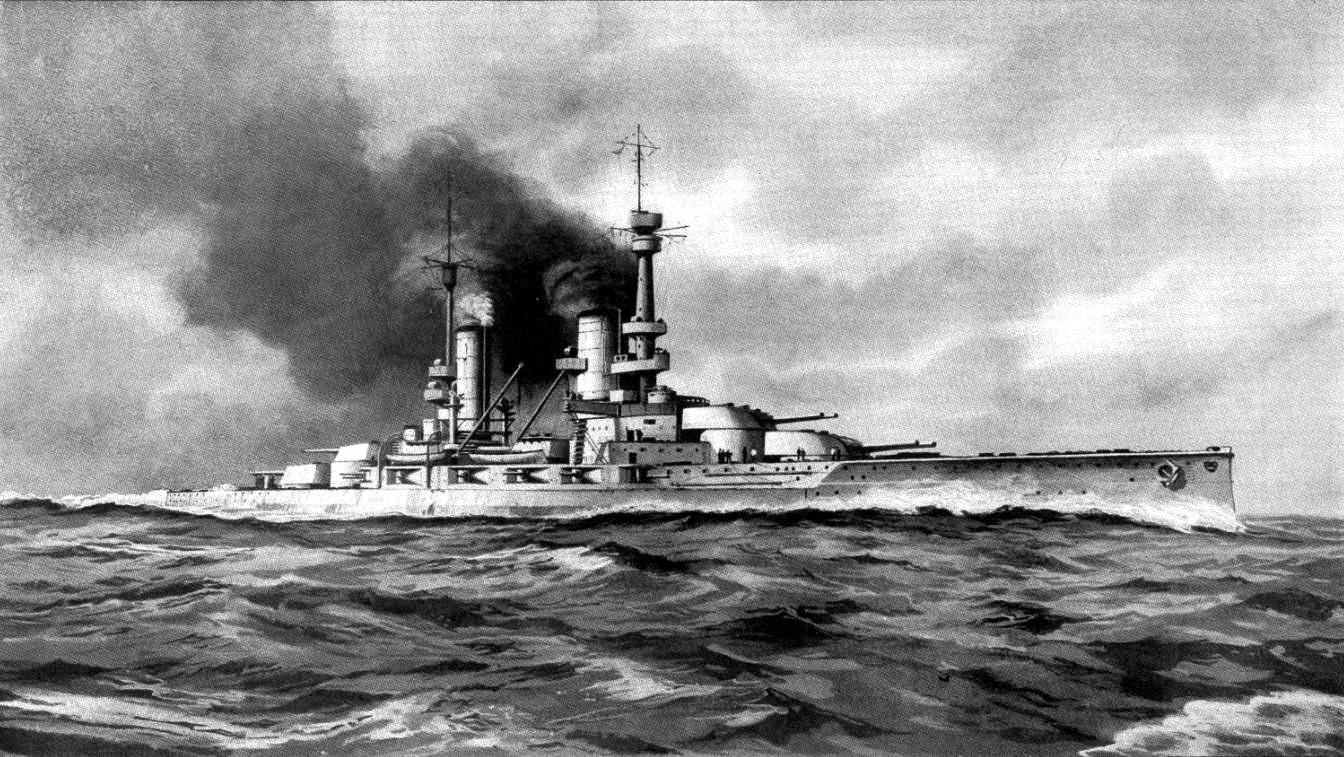
A König egy felismerhetőség céljából készített brit grafikán

A König, a Großer Kurfürst és a Markgraf kerültek elsőként ágyúik lőtávolságán belülre az ellenséghez és az élen haladó brit hajókat, a Liont, a Princess Royalt és a Tigert vették célba 16.800 m távolságból. A König első sortüze rövidre sikeredett, ezért a hozzá legközelebb lévő Tigerre helyezte át a tüzét. Ezzel egyidőben a többi König-osztályú egység a Nestor és a Nicator brit rombolókra nyitott tüzet. Ez a két romboló a német csatahajóvonal felé közelített és a heves ágyútűzben jó lőpozícióba manőverezték magukat, majd két-két torpedót lőttek ki a Königre és a Großer Kurfürstre. A torpedóik nem találtak célt, de az egyik König-osztályú hajó egy 15 cm-es lövedéke a Nestor géptermében robbanva romhalmazzá változtatta a hajtóműveit. Hasonlóan járt a Nomad is és pont az előrenyomuló németek nyomvonala előtt mozgásképtelenül lebegtek. Német rombolók mentették ki a túlélőiket mielőtt elsüllyedtek. 18:00 körül az osztály hajói a közeledő Queen Elisabeth-osztályú csatahajókra helyezhették át a tüzüket, mivel azok a csatacirkálókat követve a kommunikációs hibák miatt nem fordultak időben vissza. A brit „gyors csatahajók” csak lassacskán tudtak elszakadni az üldözőiktől, ami váratlanul érte őket, hiszen tudomásuk szerint a König-osztály egységei 20,5 csomós maximális sebesség elérésére voltak képesek, ellenben saját méréseik szerint a csata ezen szakaszában a 24 csomót is elérték.
Röviddel 19:00 után a Wiesbaden könnyűcirkálót mozgásképtelenné tette a Invincible csatacirkáló találata. Behncke tengernagy a hajóival igyekezett úgy manőverezni, hogy fedezhesse a sérült cirkálót. Ezzel egyidőben a brit 3. és 4. könnyűcirkálórajok torpedótámadáshoz manővereztek a német csatavonal ellen és eközben fő tüzérségükkel a Wiesbadent tűz alatt tartották. A Königek heves tüzet zúdítottak rájuk, de folytatták támadásukat. A kis távolságból vívott tűzharc során a Defence páncélos cirkálót számos nehézgránát találata érte a német csatahajókról és az egyik sortűz leadása után hatalmas robbanással a levegőbe repült.
A brit fő csatavonallal való kétszeri találkozás során az osztály egységei szenvedték el a legtöbb találatot, de igazán súlyos sérüléseket erős páncélzatuknak és a brit lövedékek gyatra minőségének köszönhetően nem szenvedtek el. Az élen haladó König kapta a legtöbb találatot és a legsúlyosabb sérüléseket is ő szerezte a dreadnoughtok közül, azonban ennek ellenére is mindvégig harcképes állapotban maradt. Legénységének 45 tagja esett el és 27 sebesült meg. A Großer Kurfürstöt nyolc nagykaliberű lövedék találta el, melyek 15 emberrel végeztek és 10-et megsebesítettek. A Markgrafot öt nagy kaliberű lövedék találta el, az elesettek száma 11, a sebesülteké 13 fő volt. A Kronprinz volt az egyetlen az osztályból, melyet a csata során nem értek sérülések.
Mikor a német flotta visszatért a Jade torkolatához, a Nassau- és a Helgoland-osztály sértetlen öt egysége a külső révnél, míg három Kaiser-osztályú egység a wilhelmshaveni zsilipek előtt vett fel védelmi pozíciót egy esetleges brit támadás elhárítására. Eközben a négy König-osztályú csatahajó a többi másik még harcképes állapotban lévő kapitális hajóval együtt lőszert és szenet vételezett a belső kikötőben.

### 1916. augusztus 19-ei előretörés
Az augusztus 18-19-ei előretörés alkalmával az I. felderítőcsoport azt a feladatot kapta, hogy bombázza Sunderland városának katonai jelentőségű célpontjait, hogy ezzel reagálásra késztesse Beatty erőit. Ekkor még csak a Moltke és a Von der Tann voltak bevethetők a csatacirkálók közül, ezért három csatahajót osztottak be melléjük az I. felderítőcsoportba: a Markgrafot, a Großer Kurfürstöt és a Bayernt. Scheer a Hochseeflotte nagyobb részével, soraiban 15 csatahajóval biztosította őket hasonlóan a korábbi hadműveletekhez, de kisebb távolságból. A tengeralattjárókat is gondosabban helyezték el, mint a korábbi alkalmakkor. A britek tudtak a készülődő német akciókról és a Grand Fleet ismét kihajózott, de már nem kísérelte meg elvágni őket a visszavonulási útjuktól úgy, mint május 31-én. 14:35-kor Scheert figyelmeztették a Grand Fleet kihajózásáról, aki ekkor az előle kitérő Harwich Force egységeit próbálta harcra kényszeríteni. Mivel tartott attól, hogy további előrenyomulása miatt a két ellenséges erő harapófogójába kerülhet és ismét számára kedvezőtlen körülmények között kényszeríthetik harcra illetve mert fenn állt a veszélye annak, hogy a Harwich Force könnyű egységei éjszaka torpedótámadásokat intézhetnek a csatavonala ellen, visszavonulót rendelt el.

### Albion hadművelet

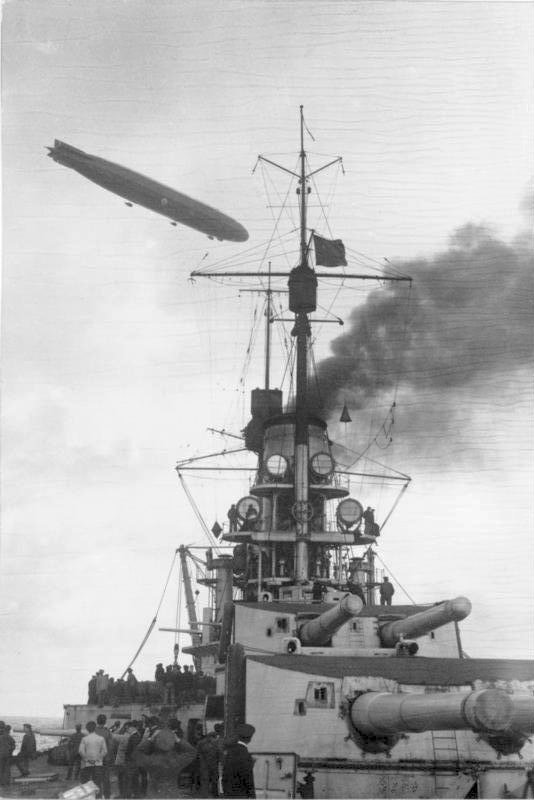
A Großer Kurfürst hátsó lövegtornyai az Albion hadművelet idején

1917 szeptember elején Riga elfoglalása után a német hadvezetés úgy döntött, hogy kiszorítja az orosz haditengerészeti egységeket a Rigai-öböl teljes területéről. Ehhez az Admiralstab (a haditengerészet főparancsnoksága) el akarta foglalni az öböl északi részén lévő Ösel szigetét, aminek egyik előfeltétele a Sworbe-félsziget és a Tagga-öböl ütegeinek kikapcsolása volt. Szeptember 18-án utasítást adtak az Ösel és Moon szigetek elfoglalását célzó hadművelet végrehajtására. A vállalkozáshoz biztosított haditengerészeti erők magvát a zászlóshajóként funkcionáló Moltke csatacirkáló és a III. csatahajóraj alkotta. Az V. divízióhoz ekkor a négy König-osztályú egység mellett az új Bayern csatahajó is hozzátartozott. A VI. divíziót az öt Kaiser-osztályú csatahajó adta. További kilenc cirkálóval, három rombolóflottillával, tucatnyi aknaszedővel a teljes tengeri haderő 300 hajóból állt, a levegőből pedig 100 repülőgép és hat léghajó támogatta a hadműveleteket. Az inváziós haderőhöz 24.600 katona tartozott. A németekkel szemben az oroszok a Szlava és Cezarevics pre-dreadnoughtokat, a Bajan, Admiral Makarov és Diana páncélos cirkálókat, 26 rombolót, számos torpedónaszádot és ágyúnaszádot tudtak felvonultatni. Ösel szigetén a helyőrség 14.000 fős volt.
A hadművelet október 12-én kezdődött, mikor a Moltke, a Bayern és a König-osztály tűz alá vették a Tagga-öbölben lévő orosz partvédelmi ütegeket. Ezzel egyidőben a Kaiser-osztály egységei a Sworbe-félsziget ütegeire nyitottak tüzet. A cél az volt, hogy a Moon és Dagö szigetek közötti szorost biztosítsák és így elzárják az öbölben lévő orosz hadihajók egyetlen visszavonulási útvonalát. A Großer Kurfürst és a Bayern aknára futott mikor a tüzelési pozíciójuk felvételéhez manővereztek. A Kurfürstöt csak kisebb, de a Bayernt jelentősebb sérülések érték és emiatt vissza kellett térnie Kielbe a javítások elvégzéséhez.
Október 16-án a parancsnokság úgy döntött, hogy az inváziós flotta egy részét a Moon-szoros orosz hadihajóktól való megtisztítására küldi. A König és a Kronprinz a Straßburg, a Kolberg könnyűcirkálókkal és számos kisebb hajóval útnak indult a két régi csatahajót is felvonultató orosz erők ellen. Október 17-e reggelén értek oda, de a mélyen tagozott orosz aknazár feltartóztatta őket. A németeket kellemetlenül érte, mikor kiderült, hogy az oroszok 30,5 cm-es ágyúk hatótávolsága nagyobb a saját hasonló űrméretű ágyúikénál. Az oroszoknak sikerült elég távol tartaniuk maguktól a németeket ahhoz, hogy azok ne viszonozhassák a tüzüket. Az oroszok pontos lövései miatt a német hajóknak többször irányt is kellett változtatniuk. 10:00-ra azonban az aknaszedők megtisztítottak egy az aknamezőn át vezető sávot és a König a Kronprinz-cel ezen keresztül behatolhatott az öbölbe, tűzharcra kényszerítve az oroszokat. A König a Szlavával vívott tűzpárbajt, míg a Kronprinz a Szlavát és a Bajan cirkálót is lőtte. Az orosz hajókat több tucat találat érte, míg Mihail Bahirev tengernagy el nem rendelte a visszavonulót számukra. A Szlava sérülései túl súlyosak voltak és már nem tudott visszavonulni. Legénysége a szorosban süllyesztette el, hogy itt akadályt képezzen. A túlélőit az egyik romboló menekítette ki.
Október 20-ra a tengerészeti hadműveletek sikeresen lezárultak. Az orosz hadihajókat semlegesítették vagy elhagyták az öblöt, a német szárazföldi haderő pedig elérte a kitűzött céljait. Október 29-én visszavonulás közben a Markgraf aknára futott és november nagy részét a szárazdokkban töltötte, míg kijavították a sérüléseit.

### Sorsuk

A német hajók elhelyezkedése az öbölben elsüllyesztésükkor

A Kronprinzet 1918. június 15-én átnevezték Kronprinz Wilhelmre, miután a hasonló nevű segédcirkálót az előző évben lefoglalták az Egyesült Államokban. Az 1918 novemberi fegyverszünet után a Hochseeflotte nagy része Ludwig von Reuter tengernagy vezetésével a Scapa Flow-ban kijelölt internálóhelyre hajózott és fogságban maradt a versailles-i békediktátum aláírásáig. Reuter számára világossá vált, hogy a diktátumban a britek el akarják kobozni a teljes internált flottát és ezért az aláírás kitűzött végső határidejének napjára, június 21-re parancsba adta a hajók elsüllyesztését. Mikor június 21-én reggel a brit flotta kihajózott Scapa Flow-ból gyakorlatozni, Reuter alkalmasnak vélte az időpontot a parancsának kivitelezésére és 11:20-kor megadta erre a jelet.
Az osztály négy hajója közül a Kronprinz süllyedt el elsőként 13:15-kor. Őt a Großer Kurfürst követte negyed órával később, 13:30-kor. A König nagyjából 14:00-kor merült a hullámok alá, de a Markgraf majd csak 16:45-kor. Ő volt az egyik utolsó kapitális hajó, melyet sikeresen el tudott süllyeszteni a legénysége. Utána már csak a Hindenburg süllyedt el 17:00-kor. A Großer Kurfürstöt 1938. április 29-én kiemelték, majd Rosyth-ba vontatták, ahol lebontották. A másik három kiemelési munkálatait a második világháború kitörése megszakította és azóta is a tenger fenekén pihennek, mivel a háború után már anyagilag nem érte meg őket felszínre hozni. Mivel még az atomkorszak beköszönte előtt készültek, egyikét képezik azon ritka fémlelőhelyeknek, melyekből alacsony háttérsugárzású anyagokat lehet kinyerni. Ezeket a fémeket kisebb tételekben felszínre hozva tudományos területen és orvosi eszközök elkészítéséhez használják fel. A „lelőhelyek” kiaknázásának jogát 1962-ben Nagy-Britannia szerezte meg.

## Fordítás
- Ez a szócikk részben vagy egészben  a   König-class battleships című angol Wikipédia-szócikk ezen változatának fordításán alapul.  Az eredeti cikk szerkesztőit annak laptörténete sorolja fel. Ez a jelzés csupán a megfogalmazás eredetét és a szerzői jogokat jelzi, nem szolgál a cikkben szereplő információk forrásmegjelöléseként.
- Ez a szócikk részben vagy egészben  a   König-Klasse (Schiff, 1904) című német Wikipédia-szócikk ezen változatának fordításán alapul.  Az eredeti cikk szerkesztőit annak laptörténete sorolja fel. Ez a jelzés csupán a megfogalmazás eredetét és a szerzői jogokat jelzi, nem szolgál a cikkben szereplő információk forrásmegjelöléseként.